# 제23회 부산국제영화제
제23회 부산국제영화제는 2018년 10월 4일부터 2018년 10월 13일까지 열린 영화제이다. 영화의전당, 해운대 일대에서 개최되었으며 사회자는 권해효, 구혜선이다.

## 수상

### 뉴 커런츠상
- 폭설 - 추이시웨이 수상
- 호흡 - 권만기 수상

### 지석상
- 로나, 아짐의 어머니 - 잠쉬드 마흐무디 수상
- 아담의 갈비뼈 - 장 웨이 수상

### 선재상
- 캣데이 애프터눈 - 권성모 수상
- 꼬마 누레 - 애시쉬 판디 수상

### 넷팩상 (아시아영화진흥기구상)
- 벌새 - 김보라 수상

### 국제영화평론가 협회상
- 붉은 남근 - 타쉬 겔트쉔 수상

### KNN 관객상
- 벌새 - 김보라 수상

### 올해의 배우상
- 메기 - 이주영 수상
- 아워 바디 - 최희서 수상

### 비프 메세나상
- 기억과 망각 - 제임스 T. 홍 수상
- 군대 - 박경근 수상

### 비프메세나상 특별언급
- 기억의 전쟁 - 이길보라 수상

### 한국영화감독조합상- 감독상
- 나는보리 - 김진유 수상
- 영하의 바람 - 김유리 수상

### BNK부산은행상
- 나의 작은 동무 - 무니카 시멧츠 수상

### 시민평론가상
- 메기 - 이옥섭 수상

### 부산시네필상
- 브루스 리와 무법자 - 유스트 반데브루크 수상

### KTH상
- 호흡 - 권만기 수상
- 보희와 녹양 - 안주영 수상

### KBS독립영화상
- 메기 - 이옥섭 수상

### CGV 아트하우스상
- 메기 - 이옥섭 수상

### 공로상
- 홍영철 수상

### 올해의 아시아 영화인상
- 류이치 사카모토 수상

### 한국영화공로상
- 마르틴 떼루안느 수상
- 장 마르끄 떼루안느 수상

### 갈라 프레젠테이션
- 킬링 - 츠카모토 신야
- 초연 - 관금붕
- 군산: 거위를 노래하다 - 장률

### 아시아영화의 창
- 고요한 인내 - 라쉬드 말리코프
- 매직랜턴 - 아미르 나데리
- 알파 - 브릴란테 멘도자
- 본슬레 - 데바시스 마키자
- 사랑의 시그널 - 치토 S. 로노
- 세번째 부인 - 에쉬 메이페어
- 다카, 내 사랑 - 누하쉬 후마윤 외 10명
- 절대 고요를 찾는 남데브 아저씨 - 다르 가이
- 락바얀 : 민중들의 행진 - 브릴란테 멘도자 외 2명
- 가버나움 - 나딘 라바키
- 툼바드 - 라히 아닐 브라베 외 1명
- 아사코 I & II - 하마구치 류스케
- 산주 - 라지쿠마르 히라니
- 나의 Ex - 맥쉬 외 1명
- 바람나무는 거문고처럼 - 케이 치카우라
- 시민 제이크 - 마이크 드 레온
- 10년 : 대만 - 르카 수미 외 4명
- 악당들 - 헝추슈안
- 나의 500번째 영화 - 하르딕 메타
- 그대에게 - 산조이 낙
- 10년 : 일본 - 하야카와 치에 외 4명
- 언덕에서 부르는 노래 - 락바자브 밧-암갈란 외 1명
- 아산드히미타의 비밀 - 아소카 한다가마
- 3개의 얼굴들 - 자파르 파나히
- 로나, 아짐의 어머니 - 잠쉬드 마흐무디
- 천국으로 흐르는 강 - 푸앙소이 악선사왕
- 엄마와 나 : 미움받아도 괜찮아 - 미노리카와 오사무
- 잃어버린 시간(영어판) - 송원
- 쿠알라룸푸르의 밤 - 자히르 오마르
- 가족의 색깔 - 요시다 야스히로
- 아담의 갈비뼈 - 장 웨이
- 찰나의 순간을 영원으로 - 알렉 피규라시온
- 사랑해 아이린 - 요시다 케이스케
- 일일시호일 - 오모리 타츠시
- 바다를 달린다 - 후카다 코지
- 온 감각과 신경을 다해 - 드웨인 발타자르
- 만토 - 난디타 다스
- 비전 - 가와세 나오미
- 무영자 - 장이머우
- 10년 : 태국 - 아딧야 아사랏 외 3명
- 가족여행 - 잉량
- 아일랜드 - 황보
- 노래하는 불불 - 리마 다스
- 아무것도 우리를 멈출 수 없다 - 시라이시 카즈야
- 악령들 - 다니엘 휘
- 보스의 비밀 - 파르캇 샤리포브
- 치유를 위한 마이의 27단계 - 라비 L. 바르와니
- 국화와 단두대 - 제제 타카히사
- 성스런 나무의 노래 - 아이벡 다이르베코프
- 사기꾼 - 카말 타브리지
- 애쉬 - 지아장커
- 내 몸의 기억들 - 가린 누그로호
- 만타 레이 - 푸티퐁 아룬펜
- 그림자가 사라진 날 - 소다데 카단
- 너의 얼굴 - 차이밍량
- 마이 디어 프렌드 - 양핑다오
- 침묵의 미망인 - 프라빈 모르칼레
- 진파 - 완마 차이단
- 행복도시 - 호위딩
- 세상의 부드러운 무관심 - 아딜칸 에르자노프

### 뉴 커런츠
- 내 아버지들의 집 - 수바 시바쿠마란
- 여명 - 히로세 나나코
- 사라지는 날들 - 주신
- 폭설 - 추이시웨이
- 붉은 남근 - 타쉬 겔트쉔
- 호흡 - 권만기
- 골드 러너 - 투라즈 아슬라니
- 벌새 - 김보라
- 호텔 오로라 - 베크잣 피르마토프
- 선희와 슬기 - 박영주

### 한국영화의 오늘 - 파노라마
- 허스토리 - 민규동
- 기도하는 남자 - 강동헌
- 풀잎들 - 홍상수
- 늦여름 - 조성규
- 막다른 골목의 추억 - 최현영
- 버닝 - 이창동
- 변산 - 이준익
- 인랑 - 김지운
- 신과함께-인과 연 - 김용화
- 남한산성 - 황동혁
- 공작 - 윤종빈
- 돌멩이 - 김정식
- 카센타 - 하윤재
- 독전 - 이해영
- 마녀 - 박훈정
- 속물들 - 신아가 외 1명
- 꼭두 이야기 - 김태용

### 한국영화의 오늘 - 비전
- 밤빛 - 김무영
- 메기 - 이옥섭
- 보희와 녹양 - 안주영
- 아워 바디 - 한가람
- 나는보리 - 김진유
- 오리의 웃음 - 김영남
- 영하의 바람 - 김유리
- 영주 - 차성덕
- 계절과 계절 사이 - 김준식
- 멀리가지마라 - 박현용

### 한국영화회고전
- 바보 선언 - 이장호
- 나그네는 길에서도 쉬지 않는다 - 이장호
- 시선 - 이장호
- 별들의 고향 - 이장호
- 바람 불어 좋은 날 - 이장호
- 과부춤 - 이장호
- 어우동 - 이장호
- 어둠의 자식들 - 이장호

### 월드 시네마
- 퍼스트맨 - 데이미언 셔젤
- 로마 - 알폰소 쿠아론
- 카우보이의 노래 - 에단 코언 외 1명
- 누구나 아는 비밀 - 아쉬가르 파라디
- 이미지 북 - 장 뤽 고다르
- 돈바스 - 세르게이 로즈니차
- 렛 미 폴 - 발트빈 조포니아손
- 하이 라이프 - 클레어 드니
- 작가 미상 - 플로리안 헨켈 폰 도너스마르크
- 러블링 - 구스타보 피지
- 일요일 - 펠리페 바르보사 외 1명
- 클로즈 에너미 - 다비드 오엘호펜
- 인 마이 룸 - 율리히 쿨러
- 블레이즈 - 에단 호크
- 벌새 프로젝트 - 킴 누옌
- 클라이맥스 - 가스파 노에
- 킨더가튼 티처 - 사라 코랑겔로
- 도그맨 - 마테오 가로네
- 얼굴 - 마우고시카 슈모프스카
- 엔젤 - 루이스 오르테가
- 12년의 밤 - 알바로 브레히너
- 길 위의 새들 - 치로 구에라 외 1명
- 여자 사형수 이야기 - 하갈 벤-애셔
- 마드모아젤 - 엠마누엘 무레
- 경계선 - 알리 아바시
- 앳 워 - 스테판 브리제
- 미제국의 추락 - 데니 아르캉
- 블랙 47 - 랜스 데일리
- 논픽션 - 올리비에 아사야스
- 내게 총을 줘 - 훌리오 에르난데스 코르동
- 어느 여자의 전쟁 - 베네딕트 에르들링손
- 스틸 컨트리 - 사이몬 펠로우스
- 뎀젤 - 나단 젤너 외 1명
- 트러블 위드 유 - 피에르 살바도리
- 행복한 라짜로 - 알리체 로르와커
- 시스터스 브라더스 - 자크 오디아드
- 선셋 - 라즐로 네메스
- 나는 야만의 역사로 거슬러가도 상관하지 않는다 - 라드 주드
- 지미 - 예스퍼 갠스란트
- 피부에 스며드는 겨울 - 자밀 X.T. 쿠베카
- 우는 법을 모르는 자들의 땅 - 지오르고스 파노우소폴로스
- 셀라 - 이고르 볼로신
- 콜드 워 - 파벨 포리코브스키
- 쏘리 엔젤 - 크리스토프 오노레
- 미켈 - 아리 알렉산더 에르지스 마그누손
- 우리의 시간 - 카를로스 레이가다스
- 그때 그들 - 파올로 소렌티노
- 카프리 레볼루션 - 마리오 마르토네
- 돈키호테를 죽인 남자 - 테리 길리엄
- 야생 배나무 - 누리 빌게 제일란

### 플래시 포워드
- 걸 - 루카스 돈트
- 위 - 르네 엘러
- 나의 작은 동무 - 무니카 시멧츠
- 박물관 도적단 - 알론소 루이즈팔라시오스
- 소피아 - 메리엠 벰’바레크
- 트리트 미 라이크 파이어 - 마리 몽쥬
- 데빌 아웃사이드 - 앤드류 훌미
- 담배 가게의 프로이트 - 니콜라우스 레이트너
- 작은 거인들 - 키스 베어맨
- 영원히 젊고 아름다워라 - 레티치아 라마르티레
- 달을 사 버린 남자 - 파올로 주카
- 죽은 자를 찾아서 - 라이언 토힐 외 1명
- 시벨(영어판) - 카글라 젠키르치 외 1명
- 여자의 비애 - 미셀 아비아드
- 낯선 여행 - 아그네즈카 스모친스카
- 아담과 에블린 - 안드레아스 골드스타인
- 카메라를 든 소녀 - 루지에 루스
- 마음의 거리 - 엘레나 트라페
- 운수 좋은 날 - 마틴 터크
- 커터헤드 - 라스머스 클로스터 브로
- 차가운 숨결 - 지에드르 비노리우트
- 셀레스테 가르시아의 특별한 여행 - 아르투로 인팬트
- 트윈 플라워 - 라우라 루체티
- 피고인 돌로레스 - 곤잘로 토발
- 나비처럼 날아서 - 카멜 윈터스
- 애니멀(영어판) - 아르만도 보
- 안젤로 - 마커스 슐레진저
- 라피키, 친구 - 와누리 카히우
- 기억하니? - 발레리오 미엘리
- 우리의 투쟁 - 기욤 세네즈
- 펄(프랑스어판) - 엘사 아미엘
- 진정한 사랑 - 클레르 뷔르게
- 얼전트 - 모친 베스리
- 모두를 놀라게 한 남자 - 나타샤 메르쿨로바 외 1명
- 메이드 - 릴라 아빌레스

### 와이드 앵글
- 화씨 11/9 - 마이클 무어
- 라스트 씬 - 박배일
- 고든과 파디 - 린다 함벡
- 연변소년 - 웨이슈준
- 집 보러 왔어요 - 니콜 미도리 우드퍼드
- 미래의 미라이 - 호소다 마모루
- 마녀 사냥꾼 - 라스코 밀리코비치
- 화해의 조건 - 빙 리우
- 타워 - 매츠 그로루드
- 소년이란 이름의 남자들 - 앤드류 스테픈 리
- 암흑 속의 수영 - 수프리요 센
- 고장난 보청기 - 디몬 존
- 서식지 - 홍의정
- 시험지를 찾아라! - 쇼키 린
- 다운 - 이우수
- 분무기 - 오은영
- 위태로워야 했던 건 오직 우리뿐 - 한유원
- 파란 새우 - 치지
- 폴란드로 간 아이들 - 추상미
- 황금 - 리용차오
- 오버 데어 - 장민승
- 렌항을 위하여 - 루이 왕 핑
- 달 밝은 밤에, 타티니 - 아비나쉬 비크람 샤하
- 내가 숨쉬는 공기 - 아이잔 카심벡
- 이별시 - 엑타 미탈
- 전쟁의 기억 - 마르코 벨로치오
- 춘분 - 석진혁
- 릴리와 동물 친구들 - 요아킴 마사넥
- 군대 - 박경근
- 풀뿌리들의 노래 - 유다 쿠르니아완
- BNK48: 소녀는 울지 않는다 - 나와폰 탐롱라타라닛
- 신들의 땅 - 케빈 피아몬테
- 캣데이 애프터눈 - 권성모
- 민혁이 동생 승혁이 - 김덕근
- 좁은 문 - 김윤미
- 아프리카에도 배추가 자라나 - 이나연
- 무기력한 하루 - 쉬지엔샹
- 화성 가는 길 - 조지훈
- 무녀도 - 안재훈
- 나의 노래: 메아리 - 정일건
- 다음에 만날 때까지 - 폴리 황
- 어린이는 오늘도 - 사라 몸타지안 외 2명
- 기억과 망각 - 제임스 T. 홍
- 크로싱 비욘드 - 이승준
- 광화 - 촛불로 역사를 피우다 - 넝쿨
- 씨클린, 코코, 꼬마 코뿔소의 모험 - 야니크 하스트럽
- 치-타운 - 닉 부다빈
- 화염 속의 세상 - 로로베르토 미네르비니
- 만델라와 동지를 거부한 국가 - 니콜라 샹포 외 1명
- 선물 - 아디티야 아메드
- 섹스, 공포, 햄버거 - 엘다르 시바노프
- 가상현실 - 하리얄리 데사이
- 치킨 파이터즈 - 고현지
- 백만 년 - 산 다넥
- 눈의 마음: 이후 - 김소영
- 김군 - 강상우
- 푸난 - 데니스 도
- 마지막 주문 - 조지 빌라누에바 알론소
- 바다 저 편에 - 김시진
- 스트레인저 - 김유준
- 엄마와 딸과 악몽 - 린 두옹
- 꼬마 누레 - 애시쉬 판디
- 얼룩진 마음 - 눈타낫 두앙티사른
- 반신반의 - 박찬경
- 태어나 줘서 고마워! - 엔젤 수 외 1명
- 녹차의 중력 - 정성일
- 백두 번째 구름 - 정성일
- 기억의 전쟁 - 이길보라
- 마왕의 딸 이리샤 - 장형윤
- 오키나와의 소년병 - 미카미 치에 외 1명
- 커밍 아웃 - 드니 페로
- 눈물 - 오성호
- 사령혼: 죽은 넋 - 왕빙
- 브루스 리와 무법자 - 유스트 반데브루크
- 재판 - 세르게이 로즈니차
- 슈퍼 동자승 - 세낭 기암조 타망
- 어느 여름 밤 - 야쉬 사완트
- 문을 열면 - 잠양 잠쇼 왕척
- 내가 모른 척한 것 - 한혜성
- 리틀보이 12725 - 김지곤
- 몽키매직 - 마시하이
- 중국의 자화상 - 왕 샤오슈아이
- 디어 마이 지니어스 - 구윤주
- 방문 - 명소희
- 일본군 위안부 문제의 주 전장(戰場) - 미키 데자키
- 도쿄 21st 옥토버 - 오쿠야마 히로시
- 저기 저 아래 - 쩡판 양
- 비밀 편지 - 아니사 사비리
- 린 다 케브라다 이야기 - 키코 고이프만 외 1명
- 18세가 되면 - 호 차오 티
- 이 모든 것들 - 찰스 윌리엄스

### 오픈 시네마
- 펭귄 하이웨이 - 이시다 히로야스
- 원 네이션, 원 킹 - 피에르 쉘러
- 나는 약신이 아니다 - 원 무예
- 아틱 - 조 페나
- 안녕, 티라노 - 시즈노 코분
- 레토 - 키릴 세레브렌니코프
- 모어 댄 블루 - 임효겸
- 쿠르스크 - 토마스 빈터베르그

### 특별기획 프로그램
- 70년대 - 치토 S. 로노
- 엘류테리아의 꿈 - 렘렘튼 시에가 수아솔라
- 3세계 영웅 - 마이크 드 레온
- 그때 우리는 - 에디 로메로
- 신이 부재한 3년 - 마리오 오하라
- 대장장이 플라비오 - 페르난도 포 주니어
- 카인과 아벨 - 리노 브로카
- 필리핀 예술가의 초상 - 람베르토 V. 에벨라나
- 기적 - 이스마엘 베르날
- 모랄 - 마리로 디아즈-아바야

### 미드나잇 패션
- 할로윈 - 데이빗 고든 그린
- 미결처리반4: 순수의 배신 - 크리스토퍼 부
- 영혼의 사투 - 저스틴 맥코넬
- 골렘 - 요아브 파즈 외 1명
- 아틱 - 조 페나
- 더 프레이 - 지미 헨더슨
- 이사벨 - 롭 헤이던
- 죽어도 살아야 한다 - 콜린 미니한
- 살인마 잭의 집 - 라스 폰 트리에

### 부산 클래식
- 제7의 봉인 - 잉그마르 베르히만
- 바람의 저편 - 오손 웰즈
- 레카바 - 레스트 제임스 페리에스
- 빠드레 빠드로네 - 파올로 타비아니 외 1명
- 영춘각지풍파 - 호금전
- 고려사람 - 송 라브렌티
- 바둘의 땅 - 송 라브렌티
- 용의 해 - 최국인
- 상처 - 처드 송스리
- 문나 형님, 의대에 가다 - 라지쿠마르 히라니
- 패왕별희 - 천카이거
- 블랙 피터 - 밀로스 포만